# 1ª edizione dei Satellite Awards
I primi Satellite Award sono stati consegnati il 15 gennaio 1997, durante una cerimonia presentata da Stacy Keach.

## Cinema

### Miglior film drammatico
- Fargo, regia di Joel Coen
- Il paziente inglese (The English Patient), regia di Anthony Minghella
- Segreti e bugie (Secrets & Lies), regia di Mike Leigh
- Shine, regia di Scott Hicks
- Stella solitaria (Lone Star), regia di John Sayles
- Trainspotting, regia di Danny Boyle

### Miglior film commedia o musicale
- Evita, regia di Alan Parker
- Amori e disastri (Flirting with Disaster), regia di David O. Russell
- Cold Comfort Farm, regia di John Schlesinger
- Swingers, regia di Doug Liman
- Tutti dicono I Love You (Everyone Says I Love You), regia di Woody Allen

### Miglior film straniero
- Le onde del destino (Breaking the Waves), regia di Lars von Trier • Danimarca
- Azúcar amarga, regia di Leon Ichaso • Cuba
- Il buio nella mente (Le cérémonie), regia di Claude Chabrol • Francia
- Kolya (Kolja), regia di Jan Svěrák • Repubblica Ceca
- Il prigioniero del Caucaso (Kavkazskiy plennik), regia di Sergej Sergeevič Bodrov • Russia
- Ridicule, regia di Patrice Leconte • Francia

### Miglior film d'animazione o a tecnica mista
- Il gobbo di Notre Dame (The Hunchback of Notre Dame), regia di Gary Trousdale e Kirk Wise
- James e la pesca gigante (James and the Giant Peach), regia di Henry Selick
- Mars Attacks!, regia di Tim Burton
- I Muppet nell'isola del tesoro (Muppet Treasure Island), regia di Brian Henson
- Space Jam, regia di Joe Pytka

### Miglior regista
- Joel Coen – Fargo
- Scott Hicks – Shine
- Mike Leigh – Segreti e bugie (Secrets & Lies)
- Anthony Minghella – Il paziente inglese (The English Patient)
- Lars von Trier – Le onde del destino (Breaking the Waves)

### Miglior attore in un film drammatico
- Geoffrey Rush – Shine ex aequo
- James Woods – Killer - Diario di un assassino (Killer: A Journal of Murder) ex aequo
- Christopher Eccleston – Jude
- Ralph Fiennes – Il paziente inglese (The English Patient)
- William H. Macy – Fargo
- Billy Bob Thornton – Lama tagliente (Sling Blade)

### Miglior attrice in un film drammatico
- Frances McDormand – Fargo
- Brenda Blethyn – Segreti e bugie (Secrets & Lies)
- Kristin Scott Thomas – Il paziente inglese (The English Patient)
- Emily Watson – Le onde del destino (Breaking the Waves)
- Robin Wright – Moll Flanders

### Miglior attore in un film commedia o musicale
- Tom Cruise – Jerry Maguire
- Nathan Lane – Piume di struzzo (The Birdcage)
- Eddie Murphy – Il professore matto (The Nutty Professor)
- Jack Nicholson – Mars Attacks!
- Stanley Tucci – Big Night

### Miglior attrice in un film commedia o musicale
- Gwyneth Paltrow – Emma
- Glenn Close – La carica dei 101 - Questa volta la magia è vera (101 Dalmatians)
- Shirley MacLaine – Scambio di identità (Mrs. Winterbourne)
- Heather Matarazzo – Fuga dalla scuola media (Welcome to the Dollhouse)
- Bette Midler – Il club delle prime mogli (The First Wives Club)

### Miglior attore non protagonista in un film drammatico
- Armin Mueller-Stahl – Shine
- Steve Buscemi – Fargo
- Robert Carlyle – Trainspotting
- Jeremy Irons – Io ballo da sola (Stealing Beauty)
- John Lynch – Moll Flanders
- Paul Scofield – La seduzione del male (The Crucible)

### Miglior attrice non protagonista in un film drammatico
- Courtney Love – Larry Flynt - Oltre lo scandalo (The People vs. Larry Flynt)
- Joan Allen – La seduzione del male (The Crucible)
- Stockard Channing – Moll Flanders
- Miranda Richardson – Conflitti del cuore (The Evening Star)
- Kate Winslet – Hamlet

### Miglior attore non protagonista in un film commedia o musicale
- Cuba Gooding Jr. – Jerry Maguire
- Woody Allen – Tutti dicono I Love You (Everyone Says I Love You)
- Danny DeVito – Matilda 6 mitica (Matilda)
- Gene Hackman – Piume di struzzo (The Birdcage)
- Ian McKellen – Cold Comfort Farm

### Miglior attrice non protagonista in un film commedia o musicale
- Debbie Reynolds – Mamma torno a casa (Mother)
- Lauren Bacall – L'amore ha due facce (The Mirror Has Two Faces)
- Goldie Hawn – Tutti dicono I Love You (Everyone Says I Love You)
- Sarah Jessica Parker – Il club delle prime mogli (The First Wives Club)
- Renée Zellweger – Jerry Maguire

### Miglior sceneggiatura originale
- Scott Alexander e Larry Karaszewski - Larry Flynt - Oltre lo scandalo ex aequo
- John Sayles - Stella solitaria ex aequo
- Joel ed Ethan Coen – Fargo
- Jan Sardi – Shine
- Billy Bob Thornton – Lama tagliente (Sling Blade)

### Miglior sceneggiatura non originale
- Anthony Minghella – Il paziente inglese (The English Patient)
- Hossein Amini – Jude
- John Hodge – Trainspotting
- Laura Jones – Ritratto di signora (The Portrait of a Lady)
- Arthur Miller – La seduzione del male (The Crucible)

### Miglior montaggio
- David Brenner – Independence Day
- Jill Bilcock – Romeo + Giulietta di William Shakespeare (William Shakespeare's Romeo + Juliet)
- Paul Hirsch – Mission: Impossible
- Roderick Jaynes – Fargo
- Walter Murch – Il paziente inglese (The English Patient)

### Miglior fotografia
- John Seale – Il paziente inglese (The English Patient)
- Darius Khondji – Evita
- Donald McAlpine – Romeo + Giulietta di William Shakespeare (William Shakespeare's Romeo + Juliet)
- Robby Müller – Le onde del destino (Breaking the Waves)
- Alex Thomson – Hamlet

### Miglior scenografia
- Catherine Martin – Romeo + Giulietta di William Shakespeare (William Shakespeare's Romeo + Juliet)
- Stuart Craig – Il paziente inglese (The English Patient)
- Tim Harvey – Hamlet
- Brian Morris – Evita
- Janet Patterson – Ritratto di signora (The Portrait of a Lady)

### Migliori costumi
- Penny Rose – Evita
- Consolata Boyle – Moll Flanders
- Alex Byrne – Hamlet
- Christian Gasc – Ridicule
- Janet Patterson – Ritratto di signora (The Portrait of a Lady)

### Miglior colonna sonora
- Gabriel Yared – Il paziente inglese (The English Patient)
- Patrick Doyle – Hamlet
- Danny Elfman – Mars Attacks!
- Elliot Goldenthal – Michael Collins
- Daniel Lanois – Lama tagliente (Sling Blade)

### Miglior canzone originale
- You Must Love Me (Madonna), musica e testo di Andrew Lloyd Webber e Tim Rice – Evita
- God Give Me Strength (Kristen Vigard), musica e testo di Elvis Costello e Burt Bacharach – Grace of My Heart - La grazia nel cuore (Grace of My Heart)
- Kissing You (Des'ree), musica e testo di Des'ree e Tim Atack – Romeo + Giulietta di William Shakespeare (William Shakespeare's Romeo + Juliet)
- That Thing You Do (The Wonders), musica e testo di Adam Schlesinger – Music Graffiti (That Thing You Do!)
- Walls (Tom Petty), musica e testo di Tom Petty – Il senso dell'amore (She's the One)

### Migliori effetti visivi
- Volker Engel, Douglas Smith – Independence Day
- David Andrews, Michael L. Fink, Jim Mitchell – Mars Attacks!
- Stefen Fangmeier – Twister
- John Knoll – Primo contatto (Star Trek: First Contact)
- Scott Squires – Dragonheart

## Televisione

### Miglior serie drammatica
- X-Files (The X-Files)
- Chicago Hope
- E.R. - Medici in prima linea (ER)
- Homicide (Homicide: Life on the Street)
- NYPD - New York Police Department (NYPD Blue)

### Miglior serie commedia o musicale
- The Larry Sanders Show
- Cybill
- Una famiglia del terzo tipo (3rd Rock from the Sun)
- Seinfeld
- Spin City

### Miglior miniserie o film per la televisione
- I viaggi di Gulliver (Gulliver's Travels), regia di Charles Sturridge
- Orgoglio e pregiudizio (Pride and Prejudice), regia di Simon Langton
- The Siege at Ruby Ridge, regia di Roger Young
- The Summer of Ben Tyler, regia di Arthur Allan Seidelman
- Tre vite allo specchio (If These Walls Could Talk), regia di Nancy Savoca e Cher

### Miglior attore in una serie drammatica
- David Duchovny – X-Files (The X-Files)
- Andre Braugher – Homicide (Homicide: Life on the Street)
- Anthony Edwards – E.R. - Medici in prima linea (ER)
- Héctor Elizondo – Chicago Hope
- Dennis Franz – NYPD - New York Police Department (NYPD Blue)

### Miglior attrice in una serie drammatica
- Christine Lahti – Chicago Hope
- Gillian Anderson – X-Files (The X-Files)
- Kim Delaney – NYPD - New York Police Department (NYPD Blue)
- Julianna Margulies – E.R. - Medici in prima linea (ER)
- Kimberly Williams-Paisley – Relativity

### Miglior attore in una serie commedia o musicale
- John Lithgow – Una famiglia del terzo tipo (3rd Rock from the Sun)
- Michael J. Fox – Spin City
- Michael Richards – Seinfeld
- Garry Shandling – The Larry Sanders Show
- Rip Torn – The Larry Sanders Show

### Miglior attrice in una serie commedia o musicale
- Jane Curtin – Una famiglia del terzo tipo (3rd Rock from the Sun)
- Fran Drescher – La tata (The Nanny)
- Helen Hunt – Innamorati pazzi (Mad About You)
- Cybill Shepherd – Cybill
- Lea Thompson – Caroline in the City

### Miglior attore in una miniserie o film per la televisione
- Alan Rickman – Rasputin - Il demone nero (Rasputin: Dark Servant of Destiny)
- Beau Bridges – L'orgoglio di un padre (Hidden in America)
- Ted Danson – I viaggi di Gulliver (Gulliver's Travels)
- Eric Roberts – A sangue freddo (In Cold Blood)
- James Woods – The Summer of Ben Tyler

### Miglior attrice in una miniserie o film per la televisione
- Helen Mirren – Prime Suspect - Caccia all'uomo (prima e seconda parte) (Prime Suspect 5: Errors of Judgment)
- Kirstie Alley – Suddenly
- Lolita Davidovich – Harvest on Fire
- Laura Dern – The Siege of Ruby Ridge
- Jena Malone – L'orgoglio di un padre (Hidden in America)

### Miglior attore non protagonista in una serie, miniserie o film per la televisione
- Stanley Tucci – Murder One
- Brian Dennehy – A Season in Purgatory
- Ian McKellen – Rasputin - Il demone nero (Rasputin: Dark Servant of Destiny)
- Anthony Quinn – Gotti (Gotti: Rise and Fall of a Mafia Don)
- Treat Williams – The Late Shift

### Miglior attrice non protagonista in una serie, miniserie o film per la televisione
- Kathy Bates – The Late Shift
- Cher – Tre vite allo specchio (If These Walls Could Talk)
- Gail O'Grady – NYPD - New York Police Department (NYPD Blue)
- Greta Scacchi – Rasputin - Il demone nero (Rasputin: Dark Servant of Destiny)
- Alfre Woodard – I viaggi di Gulliver (Gulliver's Travels)

## Altri premi

### Miglior talento emergente
- Arie Verveen – Caught

### Mary Pickford Award
- Rod Steiger